# Julio Ortega (escritor)
Julio Ortega (Casma, 1942) es un escritor y crítico literario peruano, residenciado en Estados Unidos. Profesor de Literatura latinoamericana en la Universidad Brown.

## Biografía
Han tenido impacto crítico sus reflexiones sobre "el discurso de la abundancia" y la "geotextualidad transatlántica".
Es Profesor en Brown U. desde 1989, donde ha dirigido el Departamento de Estudios Hispánicos y el Centro de Estudios Latinoamericanos. Actualmente lo es del Proyecto Transatlántico. También ha sido profesor en la Universidad de Texas en Austin y Brandeis U. Fue profesor visitante en Harvard, Yale, NYU, Pittsburgh, California Santa Barbara, Florida Gainesville, Maryland, Stony Brook y Puerto Rico. Así mismo, ha ejercido la docencia en las Universidades de Salamanca, Granada, Las Palmas, Universidad Católica de Chile, Central y Simón Bolívar en Venezuela, University of London y Cambridge University, U.K. Ha sido investigador en El Colegio de México. Emigró a EE. UU. en 1969.  Vivió también en México y Barcelona, y volvió por dos años a Lima antes de regresar como "full professor" a The University of Texas, Austin, en 1978.

## Obra

### Ediciones
- Imagen y semejanza de Carlos Fuentes, México, Grupo Editor Orfila, 2016.
- Ecuador Cuenta. Antología de cuentista ecuatorianos. Madrid: Del Centro Editores, 2014.
- Carlos Fuentes. Imaginaciones mexicanas. Obras reunidas. IV tomos. Con la asistencia editorial de Mariamar Patrón Vásquez, María Pizarro Prada, Kyle Matthews, Natalia Matta, Arturo Márquez, Daniella Wittern. México: Fondo de Cultura Económica, 2012.
- Jorge Luis Borges: Los Rivero. Un cuento recobrado por Julio Ortega. Madrid, Del Centro Editores, 2010.
- Carlos Fuentes: El trigo errante y El muñeco, dos cuentos recobrados. Madrid: Del Centro Editores, 2010.
- José Emilio Pacheco. Carta de Cervantes a Lope de Vega y otros poemas. Madrid: Del Centro Editores, 2010.
- Perú contemporáneo: Nuevo trabajo crítico. Con Carmen Saucedo. Providence College: INTI. Primavera-otoño 2008, N.º. 67-68, 2010.
- Dossier: Sujetos en emergencia: Nueva crítica de la modernidad peruana. Con Natalia Matta, Madrid-Frankfurt. Iberoamericana, N.º. 37, 2010.
- Nuevo Cuento Latinoamericano. Prólogo y selección de Julio Ortega, con la asistencia editorial de José Ramón Ortiz. Madrid: Marenostrum, 2009.
- El Hacer Poético. Con María Ramírez Ribes. Xalapa, Universidad Veracruzana, Colección EntreMares, 2009.
- Rubén Darío. Poesía. Obras completas, 1. Con la colaboración de Nicanor Vélez. Prólogo de José Emilio Pacheco. Introducción y notas, Julio Ortega. Barcelona: Círculo de Lectores, Galaxia Gutenberg, 2007.
- José Donoso. Lagartija sin cola. Madrid: Alfaguara, 2007.
- Mutantes, Narrativa española de última generación. Con Juan Francisco Ferré. Córdoba: Berenice, 2007.
- Usted está aquí. Nuevas narradoras. México: Jorale Editores, 2007.
- Varios golpes de dados. Madrid: Huerga & Fierro, 2006.
- Diamela Eltit. Con Danisa Bonacic. La Torre, San Juan, Puerto Rico: Editorial de la Universidad de Puerto Rico, X, Num. 38. Oct - dic. 2005
- Alfonso Reyes: Teoría literaria. México: ITM and Fondo de Cultura Económica, 2005.
- Crítica y literatura. América Latina sin fronteras. Con Olbeth Hansberg. México: UNAM, 2005.
- José Emilio Pacheco. Con Esther Truzman. La Torre. San Juan, Puerto Rico: Editorial de la Universidad de Puerto Rico, 2004.
- Extramares: Cinco Nuevos Narradores de Barcelona. Con Ana González Tornero. México: Jorale Editores, 2004.
- Gaborio. Artes de Releer a Gabriel García Márquez. México: Jorale Editores, 2003.
- Alfredo Bryce Echenique. El hombre que hablaba de Octavia de Cádiz. Con Elena del Río Parra. Madrid: Cátedra, 2003.
- Jorge Luis Borges. El Aleph. Edición crítica. Con Elena del Río Parra. México: El Colegio de México, 2001; 2.ª ed.,
- Angeles Mastretta. Serie Semana de Autor. Madrid: ICI, 2000.
- The Vintage Book of Latin American Stories. Con Carlos Fuentes. New York: Vintage, 2000.
- José María Arguedas. The Fox from Above, the Fox from Below. Pittsburgh: The University of Pittsburgh Press, 2000.
- Alfredo Bryce Echenique. La vida exagerada de Martín Romaña. Con María Fernanda Lander. Madrid: Cátedra, 2000.
- Cien grandes poemas de España y América. México: siglo XXI, 2000.
- César Moro. Viaje hacia la noche. Madrid: Huerga-Fierro, 2000.
- La postmodernidad explicada por latinoamericanos. San Juan, Puerto Rico: La Torre, Editorial de la Universidad de Puerto Rico, Año IV, N.º. 12, 1999.
- The Picador Book of Latin American Stories. Con Carlos Fuentes, London: Picador, 1998, 99.
- Guía del Nuevo Siglo. San Juan: Editorial de la Universidad de Puerto Rico, 1998.
- El cuento latinoamericano del siglo XXI. México: siglo XXI, 1997.
- La poesía latinoamericana del siglo XXI. México: siglo XXI, 1997.
- Para no volver a La Mancha. INTI (Primavera). Providence, R.I.: Providence College, 1996.
- México Fin de Siglo. INTI. Providence, R.I.: Providence College, 1995.
- Juan Sánchez Peláez y Rafael Cadenas. México: UNAM, Material de Lectura, Poesía, 1995.
- Conquista y Contraconquista: La escritura del Nuevo Mundo: Actas del XXVIII Congreso del Instituto de Literatura Iberoamericana. Con José Amor y Vázquez. México, El Colegio de México, 1994.
- Ricardo Palma: Tradiciones peruanas. Con Flor María Rodríguez Arenas. Nanterre, Madrid: Colección Archivos 23, 1993 (2.ª ed. 2000).
- Nicanor Parra: Poemas para combatir la calvicie. México y Santiago de Chile: Fondo de Cultura  Económica, 1993.
- Presente y futuro de la literatura mexicana. Guadalajara: Universidad de Guadalajara, 1993.
- La Cervantiada. México (UNAM, El Colegio de México y Ediciones del Equilibrista), Madrid(Libertarias), Caracas (Alfadil), Puerto Rico (Editorial de la Universidad de Puerto Rico), 1992.
- César Vallejo: Trilce. New York, Marsilio Publishers, 1992.
- César Vallejo: Trilce. Madrid: Cátedra, 1991.
- Julio Cortázar: Rayuela. Con Saúl Yurkievich. Nanterre, Madrid: Colección Archivos, vol. 16, 1991.
- El muro y la intemperie. El nuevo cuento latinoamericano. Hanover, Ediciones del Norte, 1989.
- Gabriel García Márquez and the Powers of Fiction. Austin: University of Texas Press, 1989.
- Antología de la poesía hispanoamericana actual. México: siglo XXI, 1987.
- De la crónica a la nueva narrativa mexicana. Con Merlin H. Forster. México: Editorial Oasis, 1986.
- José María Arguedas, Revista Iberoamericana. Pittsburgh: Instituto de Literatura Iberoamericana, 1983.
- José Lezama Lima: El reino de la imagen. Caracas: Biblioteca Ayacucho, 1981.
- The Plaza of Encounters. Austin: Latitudes, 1981.
- César Moro: Renombre del Amor. México: Universidad Autónoma de México, 1980.
- América Latina in its Literature. Con César Fernández Moreno. New York: H & M;  México, siglo XXI, 1980.
- César Vallejo. Madrid: Taurus, 1979.
- Amor y muerte en América Latina. Madrid: Hiperión, 1979.
- César Moro: La tortuga ecuestre y otros textos. Caracas: Monte Ávila, 1976.
- Palabra de escándalo. Barcelona: Tusquets Editores. Serie Textos en el Aire, 1975.
- César Moro: Versiones del surrealismo. Barcelona: Tusquets, 1974.
- Convergencias, Divergencias, Incidencias. Barcelona: Tusquets. Serie Textos en el Aire, 1974.
- Realidad nacional. Lima: Instituto Nacional de Investigación de Educación, 2 vols, 1974.
- Julio Cortázar: La casilla de los Morelli. Barcelona: Tusquets Editores, 1973.
- Inca Garcilaso de la Vega: La Utopía Incaica. Barcelona: Salvat Editores, 1972.
- José Martí: Antología. Barcelona: Salvat Editores, 1972.
- Bibliografía General de la Literatura Hispanoamericana: siglo XIX. París: UNESCO, 1972.
- Imagen de la literatura peruana. Lima: Editorial Universitaria, 3 vols, 1970.

### Narrativa, teatro y poesía
- Dos cuentos traducidos al árabe. KHBAR ALADAB. El Cairo, N.º. 860, p. 9, 10, 11; 10 de enero de 2010.
- Teoría del viaje y otras prosas. Madrid: Del Centro Editor, 2009.
- Adiós Ayacucho. Novela con traducción al quechua. Epílogos de Víctor Vich y Alexandra  Hibbett. Lima: Editorial de la Universidad de San Marcos, 2008.
- Selección de microrrelatos. Ricardo Sumalavia, ed. Colección minúscula, cinco espacios de la ficción breve. Lima: COPE, 161-184, 2007.
- Puerta Sechín. Tres relatos contra la violencia en Perú. México, Jorale Ed., 2005.
- Poemas. Veneno 146. Bilbao, noviembre de 2003.
- “Théorie du voyage.” Trad. Serge Mestre. La Nouvelle Revue Française N.º. 562 (junio de 2002): 148-153, 2002.
- Habanera. Lima (Fondo Editorial de la Universidad Católica), 2002; Palma de Mallorca (Bitzoc), 2000.
- Emotions. Trad. Clementina Rabassa. New York: Cross-Cultural Communications, 2000.
- La vida emotiva. Lima: Ediciones Los Olivos, 1996.
- La mesa del padre. Caracas: Monte Ávila, 1994.
- Ayacucho Good-Bye, and Moscow Gold. Trad. Alita Kelley and Edith Grossman. Pittsburgh: Latin American Literary Review Press, 1994.
- "The Art of Reading." Trad. Mark Schafer. Antaeus. Num. 70, 1993.
- Canto del hablar materno. Caracas: Pequeña Venecia, 1992.
- El oro de Moscú. Caracas: Alfadil, 1992.
- Diario Imaginario. Medellín: Universidad de Antioquia, 1988.
- Adiós Ayacucho. Lima: Mosca Azul, 1986.
- Los cuatro continentes. Prólogo de María Zambrano. Huelva: Ediciones Juan Ramón Jiménez, 1986.
- Acto subversivo. México: Premiá, 1984.
- The Land in the Day. Austin: Nefertiti Press, 1980.
- Rituales. Lima: Mosca Azul, 1977.
- Ceremonia y otros actos. Lima: Posdata, 1974.
- Mediodía, 1970.
- De este reino, poemas. Lima, La Rama Florida, 1964.

### Crítica
- Trabajo crítico. Prólogo de Jorge Fornet. La Habana:Cuadernos Casa, 2012.
- Nuevos Hispanismos. Contra el lenguaje dominante. Madrid Frankfurt: Iberoamericana-Vervuert, 2012.
- El sujeto dialógico, Negociaciones de la modernidad conflictiva. México: TEC, Fondo de Cultura Económica, 2010.
- La imaginación crítica, Prácticas de innovación en la narrativa contemporánea. Prólogo de Rodrigo Cánovas. Santiago de Chile: Ediciones Universidad Alberto Hurtado, 2010.
- Nuevos Hispanismos interdisciplinarios y trasatlánticos. Madrid-Frankfurt: Iberoamericana-Vervuert, 2010.
- México Trasatlántico. Con Celia del Palacio. México, Fondo de Cultura Económica. 2008.
- Imagen de Carlos Fuentes. México: Jorale Editores, 2008.
- Transatlantic Translations, Dialogues in Latin American Literature. Londres: Reaktion Books, 2006.
- Rubén Darío: La lectura mutua. Barcelona: OMEGA, Vidas Literarias, 2003.
- Caja de herramientas. Prácticas culturales para el nuevo siglo chileno. Santiago de Chile: LOM, 2000.
- El taller de la escritura. México: siglo XXI, 2000.
- El principio radical de lo nuevo: Postmodernidad, Identidad y Novela en América Latina. México, Lima: Fondo de Cultura Económica, 1997.
- Retrato de Carlos Fuentes. Barcelona: Círculo de Lectores, 1995.
- Arte de innovar. México: UNAM & Ediciones del Equilibrista, 1994.
- El hilo de la voz, la narrativa de Alfredo Bryce Echenique. Guadalajara: Universidad de Guadalajara, 1994.
- El discurso de la abundancia. Caracas: Monte Ávila, 1992.
- Una poética del cambio. Prólogo de José Lezama Lima. Caracas: Biblioteca Ayacucho, vol. 168, 1992.
- Reapropiaciones. Cultura y Nueva escritura en Puerto Rico. Río Piedras: Editorial de la Universidad de Puerto Rico, 1991.
- Crítica de la identidad: la pregunta por el Perú en su literatura. México: Fondo de Cultura Económica, 1991.
- Cultura y modernización en la Lima del 900. Lima: CEDEP, 1986.
- La teoría poética de César Vallejo. Providence: Del Sol, 1986.
- Poetics of Change: The New Spanish American Narrative. Austin: The University of Texas Press, 1984, 86, 88.
- Texto, comunicación y cultura: Los ríos profundos de J. M. Arguedas. Lima: CEDEP, 1982.
- La cultura peruana: experiencia y conciencia. México: Fondo de Cultura Económica, 1978.
- La imaginación crítica. Lima: PEISA, 1975.
- Relato de la Utopía. Barcelona: La Gaya Ciencia, 1973.
- Figuración de la persona. Barcelona: EDHASA, 1971.
- La contemplación y la fiesta. Lima: Ed. Universitaria, 1968; Caracas: Monte Ávila, 2.ª ed., 1969.

## Distinciones
- Orden del Águila Azteca, Gobierno de México, Washington D. C., 2011.
- Profesor honorario, Universidad Nacional Mayor de San Marcos, 2011.
- Medalla de honor por servicios prestados a la nación. Lima, Ministerio de Relaciones Exteriores, julio de 2010.
- Medalla José Lezama Lima, Ministerio de Cultura, La Habana, Cuba, 2010.
- Orden Alejo Zuloaga, Universidad de Carabobo, Valencia, Venezuela, 2009.
- Doctor honoris causa de la Universidad Americana de Nicaragua, Managua, 2009
- Miembro correspondiente de la Academia nicaragüense de la lengua, Managua, 2009
- Miembro honorario de la Academia puertorriqueña de la lengua. San Juan, Puerto Rico, 2008.
- Miembro honorario de la Academia peruana de la lengua, 2008.
- El Centro de Estudios Latinoamericanos de la Universidad de Londres dedica una sesión de su Annual Latin American Cultural Studies Conference, a su libro Transatlantic Translations, 2007.
- Miembro del Foro Iberoamericano, 2007.
- Miembro honorario de la Academia venezolana de la lengua, 2006.
- Miembro del consejo asesor de la Cátedra Alfonso Reyes, TEC de Monterrey, 2006.
- Doctor honoris causa, Universidad de los Ángeles, Perú, 2005.
- Distinción "Exellence in Teaching", Undergraduate Council of Students Award, Brown University.
- Profesor honorario, Universidad de Mérida, Venezuela, 2001.
- Doctor honoris causa, Universidad del Santa, Perú, 1999.
- Premio de Investigación Casa de América, 1999.
- VII Premio de Novela Breve Juan March Cencillo, Fundación Bartolomé March y editorial Bitzoc, Mallorca, 1999.
- Senior Rockefeller Fellow, Universidad ARCIS, Santiago, Chile, 1998.
- Orden Andrés Bello por servicios distinguidos a la cultura venezolana, Gobierno de Venezuela, 1998.
- Simón Bolívar Professor of Latin American Studies, University of Cambridge, R.U. 1995-96.
- Miembro del consejo ejecutivo de la Cátedra Julio Cortázar de la Universidad de Guadalajara, México, 1995.
- Premio Maison de l'Amérique Latine, concurso de cuento Juan Rulfo, París, 1995.
- Profesor visitante de estudios posdoctorales, Centro de Estudios de PostGrado, Universidad Central de Venezuela, 1994.
- Miembro del jurado, Premio Internacional de Literatura Juan Rulfo, Universidad de Guadalajara, México.
- NEH Summer Institute of Latin American Novel, Columbia University, 1986.
- Director, NEH Summer Institute of Latin American Literature, Brown University, 1991.
- Director, NEH Summer Seminar of Spanish Narrative, University of Texas at Austin, 1981.
- Primer premio del concurso de cuentos COPE 1981 con "Avenida Oeste". Traducido al inglés como "Las papas" e incluido en varias antologías y libros de texto.
- Guggenheim Fellowship, 1974.